# Жалгызагаш
Жалгызагаш (каз. Жалғызағаш) — село в Ескельдинском районе Жетысуской области Казахстана. Административный центр Жалгызагашского сельского округа. Находится примерно в 17 км к югу от посёлка Карабулак. Код КАТО — 196437100.

## Население
В 1999 году население села составляло 1046 человек (545 мужчин и 501 женщина). По данным переписи 2009 года, в селе проживал 1161 человек (583 мужчины и 578 женщин).

## История
Населённый пункт возник в 1872 г. под названием Щербаковский, как выселок станицы Карабулакской. В 1913 г. на выселок состоял из 35 дворов.